# Alamsyah Yunus
Alamsyah Yunus (* 7. Juli 1986 in Jakarta) ist ein indonesischer Badmintonspieler. 

## Karriere
Alamsyah Yunus gewann bei der indonesischen Meisterschaft 2005 Silber im Herreneinzel. 2007 erkämpfte er sich mit dem indonesischen Team Bronze bei der Universiade. Bei den Australia Open 2009 wurde er Zweiter im Herreneinzel. Ein Jahr später gewann er die India Open.

## Sportliche Erfolge
| Saison | Veranstaltung                      | Disziplin    | Platz | Name           |
| ------ | ---------------------------------- | ------------ | ----- | -------------- |
| 2003   | Indonesische Juniorenmeisterschaft | Herreneinzel | 1     | Alamsyah Yunus |
| 2005   | Indonesische Meisterschaft         | Herreneinzel | 2     | Alamsyah Yunus |
| 2007   | Universiade                        | Team         | 3     | Indonesien     |
| 2008   | PON XVII                           | Herreneinzel | 5     | Alamsyah Yunus |
| 2009   | Australia Open                     | Herreneinzel | 2     | Alamsyah Yunus |
| 2010   | India Open                         | Herreneinzel | 1     | Alamsyah Yunus |
| 2010   | Indonesia International            | Herreneinzel | 1     | Alamsyah Yunus |
| 2012   | Indonesia International            | Herreneinzel | 1     | Alamsyah Yunus |